# Mythes et Légendes
Mythes et Légendes est un groupe de musique traditionnelle québécoise fondé à Joliette en 1997. Ce groupe interprète des chansons issues du folklore québécois ainsi que des compositions.

## Membres
- Jean-Luc Asselin : Violon, voix, harmonica, accordéon
- Martin Brisson : voix, podorythmie, guimbarde, bodhran, osselets, œufs
- Karine Préville : Violon, voix
- Jean-Luc Lepage : Contrebasse, basse électrique, voix
- Martin Soulières: Guitare, Voix
- Kevin Blais: Voix
- Xavier St-Aubin: Voix, podorythmie

## Anciens membres
- Richard Arpin : guitare, voix *RIP*
- Marc Landreville : guitare, voix
- Pierre Drainville : piano, voix, mandoline,guitare
- Martin Lévesque: guitare, mandoline, voix
- Mathieu Marion: guitare, voix,
- Éric Brien: voix

## Discographie
- Il y avait une fois (2002)
- Cé ben d'agrément (2005)
- Pis une tournée pour tout le monde (2009)
- Laisse-moi donc chanter (2014)
- Sans l'ombre d'un doute (2019)

## Albums auxquels le groupe a participé
- Lanaudière en chanson